# Парето (Ђенова)
Парето је насеље у Италији у округу Ђенова, региону Лигурија.
Према процени из 2011. у насељу је живело 46 становника. Насеље се налази на надморској висини од 890 м.